# Sergentomyia wansoni
Sergentomyia wansoni är en tvåvingeart som först beskrevs av Aimé Georges Parrot 1938.  Sergentomyia wansoni ingår i släktet Sergentomyia och familjen fjärilsmyggor. Inga underarter finns listade i Catalogue of Life.